# Phoebe Apperson Hearst
Phoebe Apperson Hearst (Condado de Franklin, 3 de diciembre de 1842-Pleasanton, 13 de abril de 1919) fue una filántropa, feminista y sufragista de los Estados Unidos y la madre de William Randolph Hearst.

## Biografía
Phoebe Elizabeth Apperson nació en el condado de Franklin, Misuri. Con 19 años se casó con George Hearst un rico empresario que posteriormente sería elegido senador de los Estados Unidos. Poco después de su matrimonio la pareja se trasladó a San Francisco, California, donde Phoebe dio a luz a su único hijo, William Randolph Hearst, en 1863.
En la década de 1880 se connvirtió en benefactora y directora de la Golden Gate Kindergarten Association y la primera presidenta del Club Century de California. También fue mecenas y benefactora de la Universidad de Berkeley, California y la primera mujer regente de la institución, ocupando un puesto en el consejo universitario desde 1897 hasta su muerte. En 1897 también contribuyó a la fundación del Congreso Nacional de Madres, que finalmente se convertiría en la Asociación Nacional de Padres-Profesores. En 1900 cofundó la National Cathedral School en Washington D. C.. Una escuela pública elemental cerca de la National Catedral School actualmente lleva su nombre.
Phoebe Hearst fundó la Biblioteca Hearst en Anaconda Montana en 1898, que se mantuvo hasta 1904. En 1901, Phoebe Hearst fundó el Museo de Antropología de la Universidad de California, posteriormente rebautizado como Museo de Antropología Phoebe A. Herst en 1992. La colección original constaba de unos 230.000 objetos que representaban culturas y civilizaciones históricas de todo el mundo. Muchos de estos objetos fueron el producto de expediciones arqueológicas y antropológicas financiadas por la propia Phoebe Hearst.
Fue educada como miembro de la fe presbiteriana de Cumberland en la década de 1840. En 1898 se convirtió al bahaísmo y ayudó a extender esta religión en los Estados Unidos. Brevemente viajó a Akka y Haifa en Palestina (actual Israel) en peregrinaje, llegando el 14 de diciembre de 1899.
 Más tarde escribiría sobre este viaje y de su encuentro con los líderes del bahaísmo: «Esos tres días han sido los más memorables de mi vida». En octubre de 1912 invitó a `Abdu'l-Bahá, que estaba visitando los Estados Unidos, a pasar un fin de semana en su casa, aunque durante este período se había distanciado de la religión baha'i. Durante su estancia, Abdu'l- Bahá mencionó que quien estafara dinero o bienes no debería ser considerado un verdadero baha'i. La Sra. Hearst había sido víctima de una estafa por parte de un compañero bahaísta, lo que había provocado su alejamiento de la religión.
Murió en su hogar en Pleasanton, California, con 76 años, el 13 de abril de 1919 durante la epidemia de gripe de 1918-1919 y fue enterrada en el Cypress Lawn Memorial Park de Colma, condado de San Mateo, California.